# NGC 1555
NGC 1555又稱欣德變光星雲（Hind's Nebula），是金牛座的一個反射星雲，事實上是金牛座T的原行星盤，為金牛座T型星的最早成員。